# 安行小山
安行小山（あんぎょうこやま）は、埼玉県川口市の大字。郵便番号は334-0055。また草加市に小山と称する町丁があり、旧草加町時代に安行小山の一部を編入した経緯から、小山の地名がある。もとは江戸期より存在したひとつの小山村であった。

## 地理
川口市東部の大宮台地（鳩ヶ谷支台）の南端に位置する。東側で草加市小山と接する。また、南側で峯と、北側で安行原と隣接する。中央を見沼代用水（東縁）の分水路である赤堀用水路が流れる。小字には枝郷、松ノ木、流、亀田などがある。

## 歴史
もとは江戸期より存在した足立郡谷古田領に属する小山村であった。地名は『新編武蔵風土記稿』によると、小山状の山林が地内の南西部に存在したことによる。
- はじめは幕府領で、以降変遷なし[4]。
- 幕末の時点では足立郡に属し、明治初年の『旧高旧領取調帳』の記載によると、幕府領（代官・佐々井半十郎支配所）[6]。
- 1868年（慶応4年）6月19日 - 幕府領が武蔵知県事・山田政則（忍藩士）の管轄となる。
- 1869年（明治2年）
  - 1月13日 - 武蔵知県事・河瀬秀治の管轄区域に小菅県[6]を設置、県庁は葛飾郡小菅村に置かれる。
- 1871年（明治4年）11月13日 - 第1次府県統合により埼玉県の管轄となる。
- 1879年（明治12年）3月17日 - 郡区町村編制法により成立した北足立郡に属す。郡役所は浦和宿に設置。
- 1889年（明治22年）4月1日 - 町村制施行に伴い、安行、赤山領領家、原、慈林、北谷、苗塚、小山、花栗、藤八新田、吉蔵新田の8箇村2新田が合併し、安行村が成立。小山村は安行村の大字小山となる。
- 1956年（昭和31年）4月1日 - 安行村が川口市に編入され、大字小山は川口市の大字となり、安行小山に改称。
- 1957年（昭和32年）5月1日 - 川口市と草加町（現・草加市）との境界変更により、安行小山の一部が草加町に編入、草加町安行小山（現在の草加市小山）が成立。

## 世帯数と人口
2018年（平成30年）3月1日現在の世帯数と人口は以下の通りである。
| 大字     | 世帯数  | 人口  |
| -------- | ------- | ----- |
| 安行小山 | 231世帯 | 498人 |

## 小・中学校の学区
市立小・中学校に通う場合、学区（校区）は以下の通りとなる。
| 番地 | 小学校             | 中学校             |
| ---- | ------------------ | ------------------ |
| 全域 | 川口市立安行小学校 | 川口市立安行中学校 |

## 交通
地区内に鉄道は敷設されていない。最寄駅は埼玉高速鉄道新井宿駅である。

## 道路
- 埼玉県道・東京都道103号吉場安行東京線

## 施設
- 安行小山町会館 - 氷川神社を併置。なお、東に300 mほど離れた草加市の小山にも小山町会館および氷川神社が所在する。